# Treggings

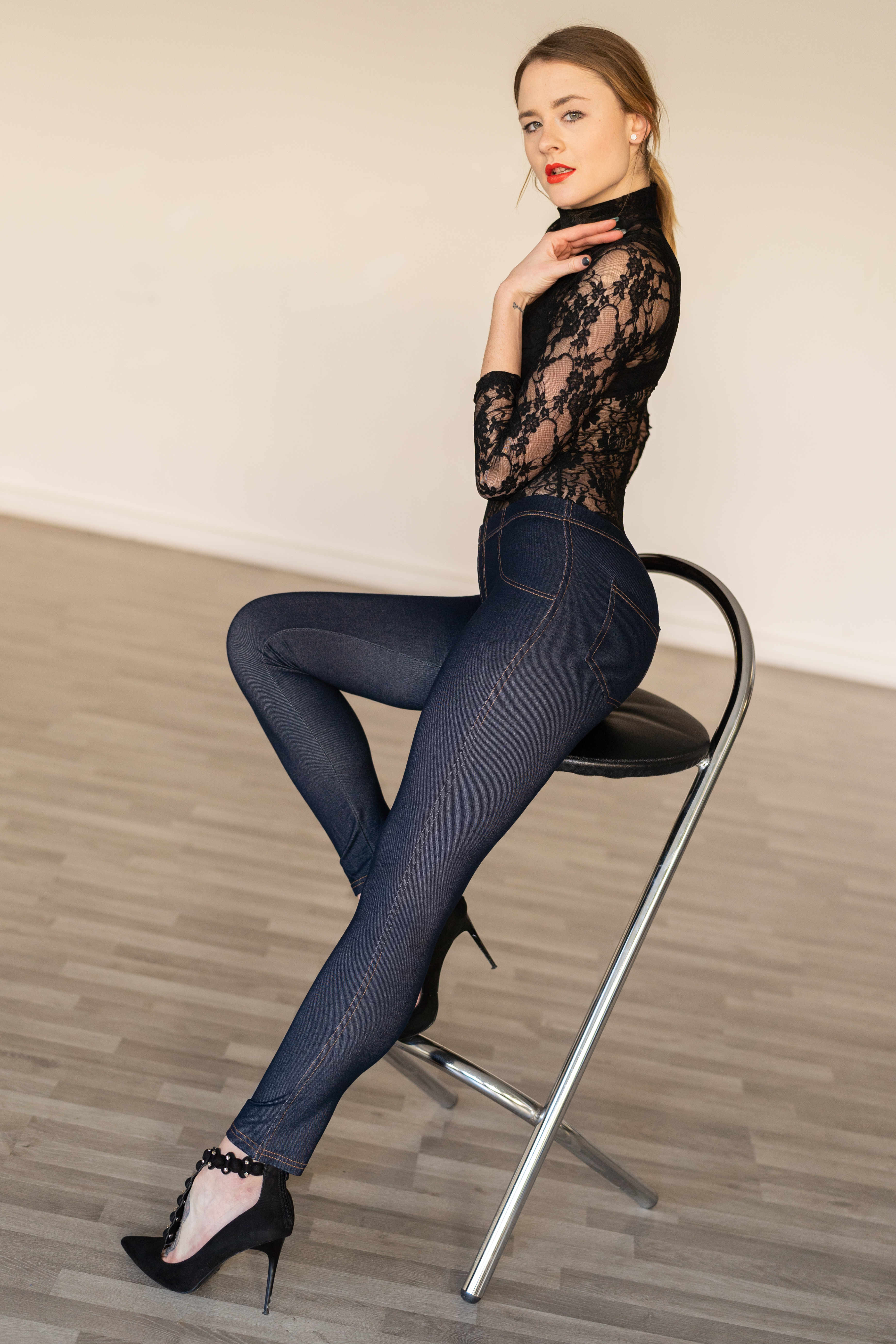
Frau mit Treggings mit aufgesetzten Gesäßtaschen in Jeansoptik (Leggings)

Treggings oder seltener auch Treggins (von englisch trousers und leggings) sind hauteng anliegende Hosen aus elastischem, oft glänzendem Material.
Der obere Teil kann mit Taschen, Knöpfen oder Reißverschluss wie eine enge Hose geschnitten sein, oft sind diese aber auch nur angedeutet. An den Unterschenkeln sind Treggings eng wie Leggings, teils auch mit einem Reißverschluss an den Waden. Treggings können eine kleine Überlänge haben, um sich an den Knöcheln in Falten zu legen. Treggings gibt es in Jeans-, Leder- und weiteren Optiken. Treggings in Jeans-Optik werden häufig auch Jeggings genannt (von englisch jeans und leggings).